# Cerro Domo Blanco (campo de hielo patagónico sur)
El cerro Domo Blanco es una montaña glaciarizada del campo de hielo patagónico sur en la Patagonia, ubicada en la frontera entre Chile y Argentina. Se encuentra al oeste del Monte Fitz Roy, al este del cerro Rincón y en la parte norte del Circo de los Altares. Se encuentra a una altitud de 2465 m s. n. m.
Del lado chileno se encuentra en el parque nacional Bernardo O'Higgins, estando su lado oriental en el Sitio Natural Cordillera del Chaltén, el cual es integrante del parque.
Anteriormente Chile reclamaba la totalidad del cerro, tras el fallo arbitral de la disputa de la laguna del Desierto de 1994, el límite quedó definido en el cerro, reconociéndose como un hito binacional por ambos países.